# فان بوسكيرك (ويسكونسن)
فان بوسكيرك (بالإنجليزية: Van Buskirk, Wisconsin)‏ هي منطقة سكنية تقع في الولايات المتحدة في ميشيغان.  يقدر عدد سكانها   وترتفع عن سطح البحر 463.0 متر.